# Bangawi Zarma
Bangawi Zarma (auch: Bangawi) ist ein Dorf in der Landgemeinde Karma in Niger.

## Geographie
Das von einem traditionellen Ortsvorsteher (chef traditionnel) geleitete Dorf liegt am linken Ufer des Flusses Niger. Es befindet sich rund drei Kilometer südöstlich des Hauptorts Karma der gleichnamigen Landgemeinde, die zum Departement Kollo in der Region Tillabéri gehört. Ein Nachbardorf von Bangawi Zarma („Bangawi der Zarma“) ist Bangawi Peulh („Bangawi der Fulbe“) im Nordosten. Der Ortsname Bangawi bedeutet „Flusspferde-Jagd“. Zu weiteren Siedlungen in der Umgebung von Bangawi Zarma zählen Bantouré im Westen, Kanta im Nordwesten und Sikièye am gegenüberliegenden Flussufer im Süden.
Bangawi Zarma ist Teil der Übergangszone zwischen Sahel und Sudan. Die durchschnittliche jährliche Niederschlagshöhe beträgt hier zwischen 400 und 500 mm.

## Geschichte
Der staatliche Stromversorger NIGELEC elektrifizierte das Dorf im Jahr 2011.

## Bevölkerung
Bei der Volkszählung 2012 hatte Bangawi Zarma 2428 Einwohner, die in 274 Haushalten lebten. Bei der Volkszählung 2001 betrug die Einwohnerzahl 1599 in 204 Haushalten und bei der Volkszählung 1988 belief sich die Einwohnerzahl auf 1355 in 184 Haushalten.

## Wirtschaft und Infrastruktur
Bei Bangawi Zarma erstreckt sich das 123 Hektar große Reisanbaugebiet von Karma, das 1971 angelegt wurde. Es wird von vier Kooperativen aus den Dörfern Bangawi Zarma, Bantouré, Kanta und Karma bewirtschaftet. Es gibt eine Schule im Dorf.